# 基亞肖河
基亞肖河是意大利的河流，位於該國中部翁布里亞大區，屬於台伯河的支流，河道全長82公里，流域面積1,974平方公里，平均流量每秒20立方米。

## 外部連結
- http://www.arpa.umbria.it/canale.asp?id=423 （页面存档备份，存于）

43°01′06″N 12°25′50″E / 43.01833°N 12.43056°E